# Wapi
Pour l’article homonyme, voir Wapi (bande dessinée).
Wapi est un prénom masculin.

## Sens et origine du prénom
- Prénom masculin d'origine nord-amérindienne[1].
- Prénom qui signifie "heureux".

## Prénom de personnes célèbres et fréquence
- Prénom peu usité aux États-Unis[2].
- Prénom qui n'a semble-t-il jamais été donné en France[3].

## Bande dessinée
- Wapi, héros et série de bande dessinée, de Paul Cuvelier, publiée en 1962-1966 dans Tintin.